# Кудельный Ключ
Куде́льный Ключ — село в Тогучинском районе Новосибирской области. Административный центр Кудельно-Ключевского сельсовета.

## География
Площадь села — 92 гектаров.

## Население
| 2002 | 2007 | 2010 |
| ---- | ---- | ---- |
| 656  | ↗686 | ↘544 |

## Инфраструктура
В селе по данным на 2007 год функционируют 1 учреждение здравоохранения и 1 учреждение образования.